# 비 오는 날 수채화
비 오는 날 수채화는 1990년 공개된 대한민국의 영화이다. 곽재용 감독의 데뷔 영화이다. 후속작으로 비 오는 날 수채화 2가 있다.

## 줄거리
지수의 인생은 두 여자 때문에 갈기갈기 찢겨 나간다. 한 명은 그의 의붓언니이고, 다른 한 명은 술집 댄서 경자다.

## 배역
- 강석현 : 지수 역
- 옥소리 : 지혜 역
- 이경영 : 천호 역
- 신성일 : 양부 역
- 김인문 : 윤 교수 역
- 이기열 : 카페 주인 역
- 방은희 : 경애 역

## 수상
- 1990년 제14회 황금촬영상
  - 감독상 - 곽재용
  - 연기대상 - 강석현
  - 조명상 - 박창호
  - 촬영상(금상) - 양영길